# Acanthopachylus aculeatus
Acanthopachylus aculeatus is een hooiwagen uit de familie Gonyleptidae. De wetenschappelijke naam van Acanthopachylus aculeatus gaat  terug op Kirby.